# Radcliffe Lawrence
Radcliffe Lawrence (nascido em 13 de janeiro de 1949) é um ex-ciclista olímpico jamaicano. Representou sua nação em dois eventos nos Jogos Olímpicos de Verão de 1972.